# Dolle Mina (beeld)
Dolle Mina is een kunstwerk, dat staat in Amsterdam-Zuidoost.
Het werk is van de hand van Erwin de Vries, die dit werk in eerste instantie (1968) voor het winkelcentrum De Botter te Lelystad had ontworpen. In 1999 werd dat grondig verbouwd, waarop dit werk vrij kwam. De gemeente Amsterdam kocht het aan. Ze liet het zetten op het Bijlmerplein in Amsterdam-Zuidoost. De kunstenaar was inmiddels naar zijn geboorteland Suriname vertrokken. Dolle Mina heeft niets te maken met vrouwenbeweging Dolle Mina en is gemaakt van brons (beeld) en kalksteen (sokkel).
De Vries gaf Dolle Mina zelf de omschrijving erotisch mee. Erotiek was in zijn ogen een belangrijk facet van het leven. Andere beelden van hem hebben onder andere titels als Erectus (Amsterdam Geldershoofd) en Erotica (Jan Tooropstraat/Jan Voermanstraat). Het bekendst van hem is echter het Nationaal monument slavernijverleden.